# Ross Collinge
Ross Hounsell Collinge (ur. 21 listopada 1944 w Lower Hutt) – nowozelandzki wioślarz, dwukrotny medalista olimpijski.

## Kariera
Wystąpił na igrzyskach olimpijskich w Meksyku w 1968, gdzie osada Nowej Zelandii w składzie: Dick Joyce, Dudley Storey, Ross Collinge, Warren Cole i Simon Dickie (sternik) zdobyła złoty medal w czwórkach ze sternikiem. W wyścigu finałowym o 2,58 sekundy wyprzedzili osadę NRD i a o 3,42 sekundy osadę Szwajcarii. Był to pierwszy złoty medal dla Nowej Zelandii w wioślarstwie. Brał też udział w igrzyskach olimpijskich w Monachium w 1972, startując w czwórkach bez sternika. Wspólnie z Dickiem Tonksem, Dudleyem Storeyem i Noelem Millsem zdobył srebrny medal, przegrywając z osadą NRD o 1,37 sekundy.
Ponadto zdobył brązowy medal w ósemkach na mistrzostwach świata w Nottingham (1975).
Zdobywał tytuły mistrza Nowej Zelandii w czwórce (1967, 1968, 1969) oraz dwójce (1970, wspólnie z Dickiem Joyce’em). Ukończył studia chemiczne na Wellington Institute of Technology, następnie pracował jako farmaceuta. W latach 70 działał w krajowym związku wioślarskim.